# Rajapur (Maharashtra)
Pour les articles homonymes, voir Rajapur.
Rajapur, est une ville et un conseil municipal du district de Ratnagiri dans l'État indien du Maharashtra. Lors du recensement de l'Inde de 2011, sa population s'élève à 9 753 habitants.